# Masquelier

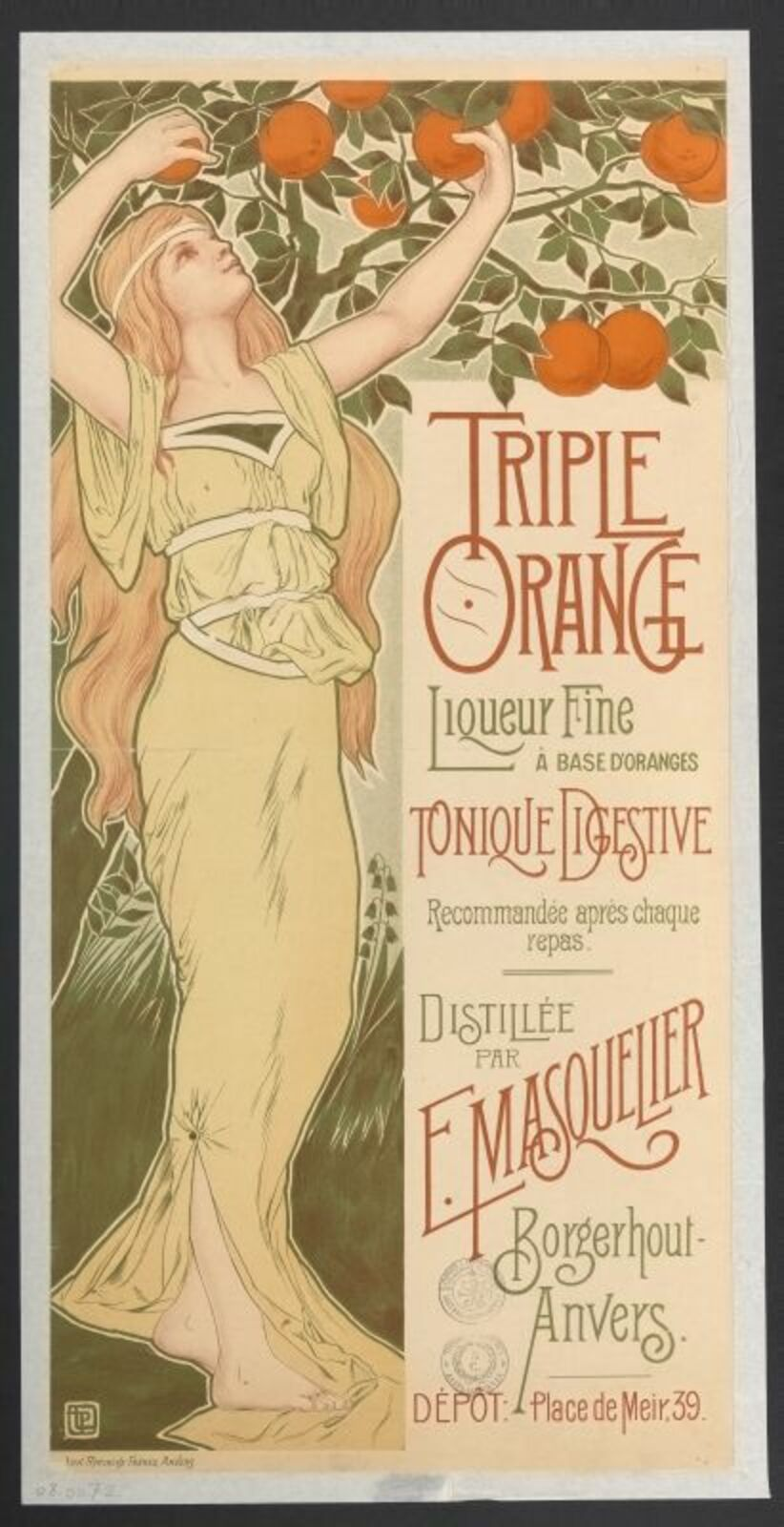
Affiche 'Triple Orange, Liqueur Fine à base d'oranges' voor stokerij E. Masquelier, Antwerpen, ca. 1898

Masquelier was een stokerij uit Antwerpen in de negentiende eeuw. 

## Geschiedenis
De stokerij werd opgestart in de tweede helft van de negentiende eeuw door Egive Masquelier. Het gebouw bevond zich in de Sint-Erasmusstraat in centrum Antwerpen.
In 1855 nam Adolphe Masquelier de firma A.-E. Boonekamp te Borgerhout over. Bij de overname bleef Masquelier de bekende maagbitter van Boonekamp, ontwikkeld in 1815, produceren. Adolphe kwam in bezit van het geheime recept en de handtekening die in advertenties werd gebruikt. In 1858 werd Masquelier de exclusieve producent van dit product.

## Wereldtentoonstelling
De stokerij was verschillende keren aanwezig op een wereldtentoonstelling:
- De wereldtentoonstelling van 1885 in Antwerpen
- De wereldtentoonstelling van 1894 in Antwerpen
- De wereldtentoonstelling van 1897 in Brussel
- De wereldtentoonstelling van 1900 in Parijs
- De wereldtentoonstelling van 1905 in Luik